# Еліас Козас
Еліас Козас (в іншому варіанті Іліас Козас) (англ. Elias (Ilias) Kozas; грец. Ηλιας Κοζας; * 17 жовтня, 1984, Просотсані, ном Драма, Греція) — грецький музикант, співак.
Лідер ска-гурту "Koza Mostra" (2012 - ), колишній учасник гуртів "Cabaret Balkan" (2008-2011), "Motherfunkers" (2005-2007).

## Koza Mostra
Гурт "Koza Mostra", у склад якого ввійшов і Еліас Козас, утворився у 2012 році. До складу групи також ввійшли Крістос Калаітсопулос (акордеон), Алексіс Архонтіс (ударні), Стеліос Сіомос (гітара), Дімітріс Хрістоніс (бас-гітара) і Васіліс Налбантіс (труба). Першими піснями, на які зняли відеокліпи, були "Desire" і "Με Τρελα (Me Trela)". У 2013 році виходить їхній сингл "Alcohol is Free", який гурт виконує з Агафонасом Іаковідісом. Саме "Koza Mostra" отримала право презентувати Грецію на пісенному конкурсі Євробачення 2013, що мав пройти у Мальмо, Швеція.
Перед конкурсом гурт на чолі з Еліасом Козасом випустив свій дебютний альбом "Keep Up The Rhythm", у який ввійшло 9 пісень, включаючи повну і скорочену (Євробачення) версію "Alcohol is Free".
На Євробаченні "Koza Mostra" показала хороші результати: 2-ге місце у другому півфіналі і 6-те місце у фіналі.
Після Євробачення гурт випускає ще один сингл - "Ti Κaνω Εδω (What Am I Doing Here)", а 11 липня 2014 року було випущено ще один сингл до майбутнього альбому - "Γιορτη (Giorti)" (в перекладі на українську "γιορτη" означає "свято".

## Діяльність композитора
Еліас Козас складає музику і лірику до всіх пісень свого гурту.
У 2014 році Козас написав пісню "Kanenas den me stamata" (Κανένας δεν με σταματά), яку виконав Костас Мартакіс на грецькому відборі на Євробачення-2014, що відбудеться у Копенгагені, Данія. Тоді Мартакіс зайняв 2 місце.

## Дискографія
- Keep Up The Rhythm (2013)

### Сингли
- Alcohol is Free (2013)
- Τι Kανω Eδω (What Am I Doing Here) (2013)
- Giorti (2014)

### Відеокліпи

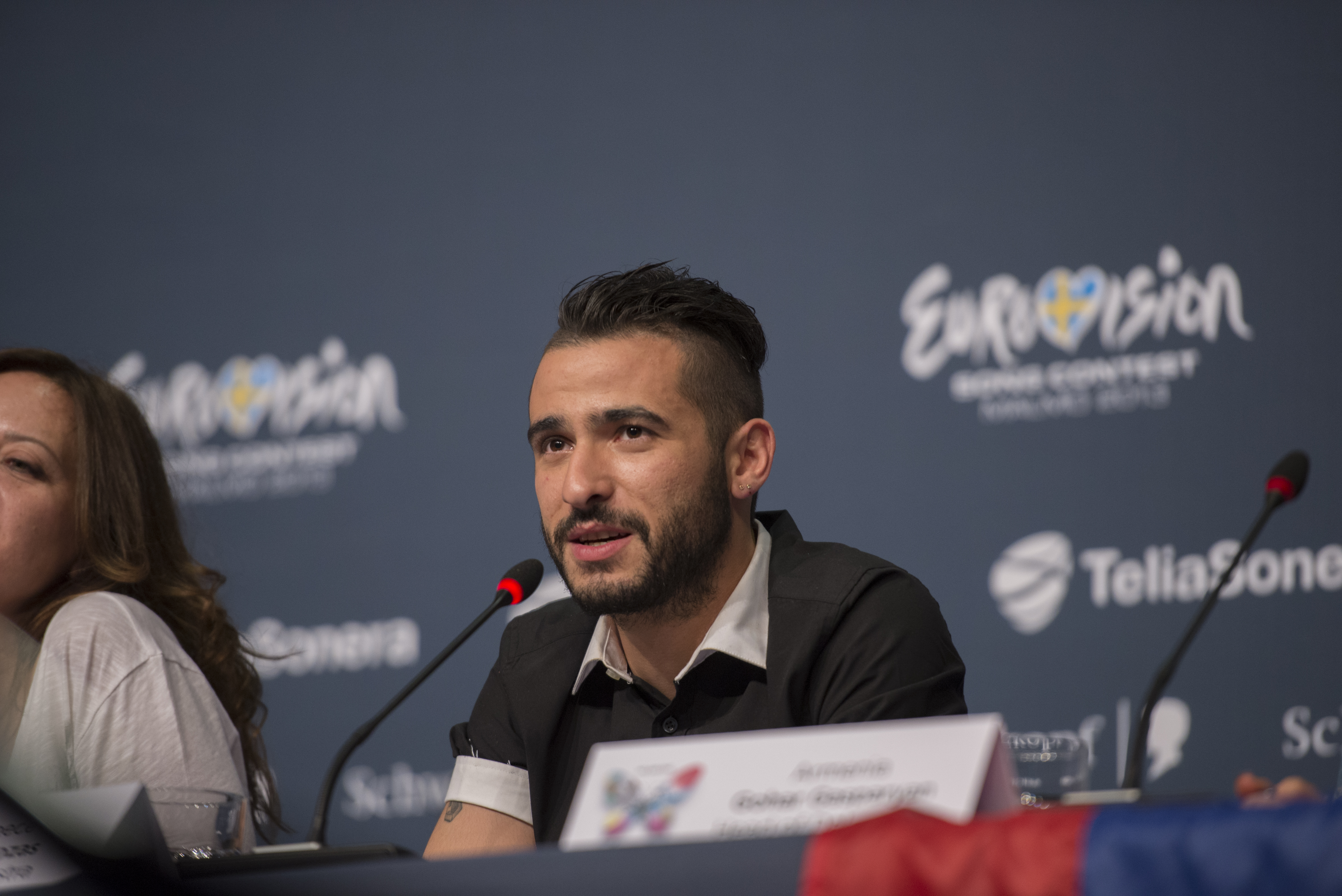
Еліас Козас на прес-конференції під час пісенного конкурсу Євробачення 2013

- Desire (2012)
- Me Trela (2012)
- Alcohol is Free (2013)
- Ti Kano Edo (2013)
- Lianoxortaroudia (2013)